# 井洪
井洪（1941年6月17日—2022年8月27日），籍貫山東濟南，是活躍於1960至1980年代的台灣演員、編劇、製作人和導演。

## 生平
井洪為國立藝專第三屆畢業，與影星張帝、江明及萬重山是同學。其父井淼為知名演員，其妹井莉亦從影。1960年代初期隨父親到香港后，先在邵氏兄弟當副導演，後在麗的電視當編劇。1968年回台灣，加入台視，集編劇、導演、製作人、演員於一身。1978年製作的古裝連續劇《恩義情天》曾獲台視頒發優良電視劇獎。
1980年代末息影，1991年移民紐西蘭南島經營牧場，2022年8月27日病逝於紐西蘭基督城。

## 作品

### 導演
- 1962年 國立台灣大學話劇社舞臺劇《父母心》（與白崇光合導）
- 1969年 電影《雪嶺劍女》（副導演）
- 1969年 電影《大情人》[7]
- 1984-1985年 電視劇《婆婆媽媽》

### 製作
- 1978年 台視電視劇《恩義情天》
- 1979年 台視電視劇《金石情》

### 編劇
- 1978年 台視電視劇《福祿壽》

### 演出

#### 電影
- 1962年 《幸福的家庭》
- 1969年 《封神榜》
- 1980年 《古寧頭大戰》

#### 電視劇
- 1968年 教育電視台《營養午餐》
- 1970年 台視《晴》
- 1971年 台視《香江疑雲》
- 1973年 台視《美男子》
- 1973年 台視《虎山春》
- 1975年 台視《蔣桂琴故事》
- 1975年 台視《一雀四鳳》
- 1975年 台視《金玉緣》
- 1975年 台視《秀才郎》
- 1976年 台視《神州英豪》
- 1976年 台視《絕代雙驕》
- 1978年3月8日 台視「周三劇場」單元劇《恩怨情天錄》飾江平
- 1978年4月16日 台視「星期劇院」單元劇《行騙記》飾孫志強
- 1978年 台視《晚晴》
- 1978年 台視《星夢淚痕》
- 1978年 台視《財神菩薩》
- 1979年 台視《小鎮故事》
- 1979年 台視《相思林》
- 1979年 台視《奇中奇》
- 1979年 台視《青山綠水情》
- 1980年 台視《姐妹花》第四單元「深情比海深」
- 1981年 台視《丹心照汗青》
- 1982年 台視《彩雲千里》
- 1982年 台視《再愛我一次》
- 1982年 台視《走馬燈》
- 1983年 華視《打虎捉賊親兄弟》
- 1984年 華視 「華視劇展」單元劇《少女十七歲》
- 1986年 華視《花月正春風》
- 1987年 台視《鹹伉儷》
- 1987年 台視《還君明珠》

#### 舞臺劇
- 1960年 《三千金》
- 1960年 《街頭巷尾》
- 1969年 北國劇團《不是冤家不碰頭》
- 1969年 藍海劇團《法網恢恢》
- 1975年 國立藝專《人之初》
- 1980年 國立藝專《江湖春秋》

### 主持
- 1985年 華視《運動大出擊》

## 外部連結
- 井洪在互联网电影资料库（IMDb）上的資料（英文）
- 井洪在香港影庫上的簡介
- 井洪 （页面存档备份，存于），〈華文影劇數據平台〉